# 5089 Nádherná
5089 Nádherná eller 1979 SN är en asteroid i huvudbältet som upptäcktes den 25 september 1979 av den tjeckiske astronomen Antonín Mrkos vid Kleť-observatoriet i Tjeckien. Den är uppkallad efter baronessan Sidonie Nádherná von Borutín.
Asteroiden har en diameter på ungefär 8 kilometer.